# ステライル・コックピット・ルール

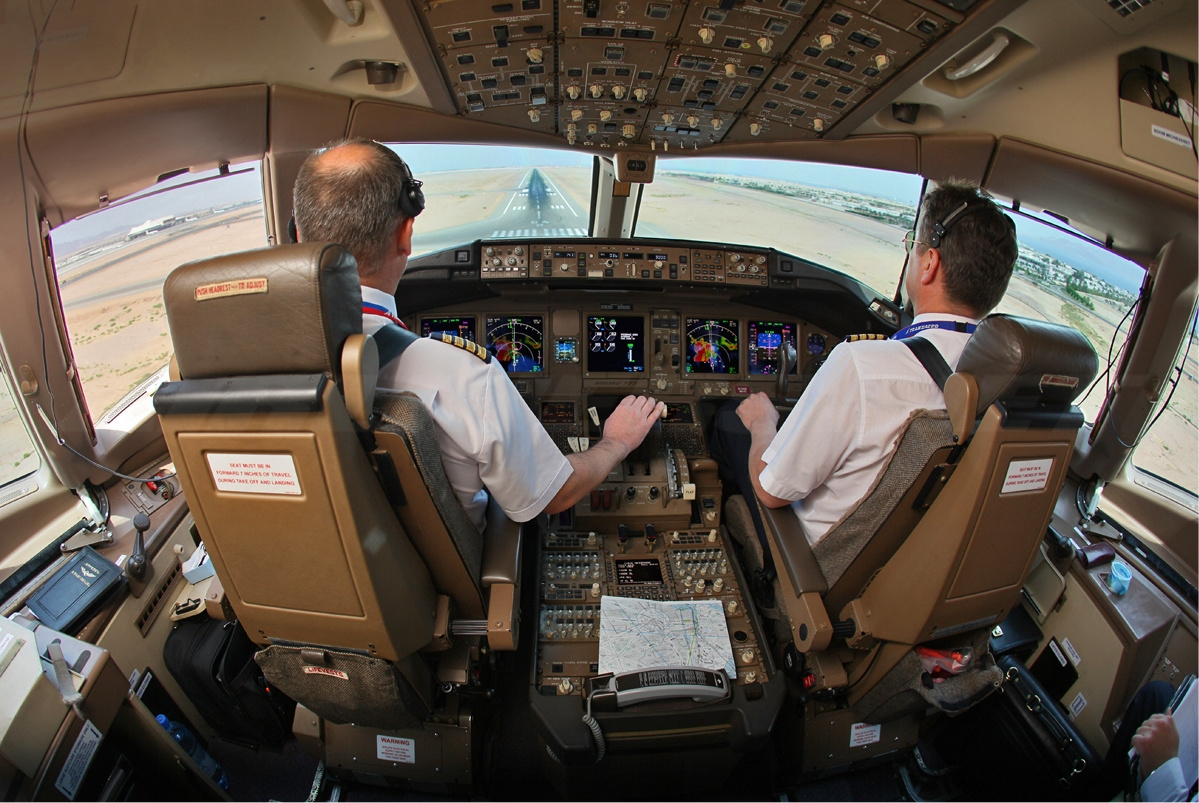
ボーイング777を着陸させるパイロット

ステライル・コックピット・ルール（Sterile Cockpit Rule; 直訳で「滅菌されたコックピットの規則」）は、アメリカ連邦航空局（FAA）が全ての航空機乗組員（操縦士、航空機関士、客室乗務員等）に対して定めている規則の通称である。

## 概要
この規則は、航空機が上空3,050m(10,000ft)以下を飛行中または地上走行中の場合、操縦室では業務に必要ない会話は禁止し、また緊急時を除いて客室から操縦室への連絡を禁じるものである。 通常、上空3,000m以下では離着陸の準備が進行している。ここで作業に不要な会話や注意を逸らす事態が起こると、事故の原因となる。 
FAAは、乗組員によって引き起こされた一連の事故の調査を終えた後、1981年にこの規則を定めた。 
この一連の事故の内の一つが、1974年にシャーロット・ダグラス国際空港への着陸進入中に墜落したイースタン航空212便墜落事故（英語: Eastern Air Lines Flight 212）である。 アメリカ国家運輸安全委員会（NTSB）は事故原因として、濃霧により視界が悪い状態での計器着陸進入中に、乗組員が世間話を行い注意散漫になり、機体高度の確認を怠ったためであると結論づけた。2009年に発生したコルガン・エア3407便墜落事故も同様である。 
ステライル・コックピット・ルールを遵守しなかった事と注意散漫による事故例として、ヴィデロー航空710便墜落事故（乗員乗客36名全員死亡）がある。この事故では、機長が飛行中にもかかわらず乗客を操縦室に招き入れていた。乗客との会話に気を取られた機長は、最終アプローチ中に機体を低空で飛ばし、機体は山に激突した。

## 歴史的背景
航空機が登場した初期、パイロットは操縦以外の行為について熟考する機会はほとんど無かった。オートパイロットや空中衝突防止装置などの飛行支援装置は一切無いため周囲に常に注意しなければならなかった。また風防のない機体では、風とエンジンによる騒音がすさまじく、他人の声を聞き取ることは困難だった。 
後に、パイロットは計器表示に従って操縦する計器飛行方式が確立された。視界の効かない気象条件での計器気象状態では計器を頼りに操縦に集中することとなった。 
1960年代、航空技術が発達し「ジェット機時代」に突入すると、操縦の快適さやエンジン騒音がオフィスレベルまで下がった。 
自動操縦装置の導入、機内食の充実、軽食や新聞のサービスの導入などにより操縦に対するプレッシャーは低下し快適性は格段に向上したが、同時に注意散漫になりやすくなった。 
ブラックボックス（フライトデータレコーダー・コックピットボイスレコーダー）の導入により、航空事故調査機関による事故調査と問題評価、航空当局による規則改正に対して重要な役割を果たすこととなった。